# 耀莱成龙DC车队
成龙DC车队（英語：Jackie Chan DC Racing，前身为DC车队，DC Racing）是一支2015年成立的中国赛车队，曾经参加世界耐力錦標賽及亚洲勒芒系列赛两项赛事。车队由美籍华人车手、两届亚洲勒芒赛事冠军程飞与香港著名演员成龙拥有，在比赛合作上与英国的Jota车队合作，并运营37号Oreca 07赛车，由董荷斌、加布里埃尔·奥布瑞及威尔·史蒂文斯共同驾驶。
车队此前运营的38号赛车曾在2017年勒芒24小时耐力赛上一度领跑全场，成为第一台在勒芒24小时耐力赛上领跑全场的LMP2组别赛车。该届赛事上，成龙DC车队的38号赛车和37号赛车包揽LMP2组别前两位及全场第2和第3位，这也使得成龙DC车队成为第一支在勒芒24小时耐力赛中获胜的中国车队。
2019-20赛季世界耐力锦标赛结束后，成龙DC车队的37号赛车转由Jota Sport自行运营并更名为28号赛车，但成龙DC车队并未宣布解散。

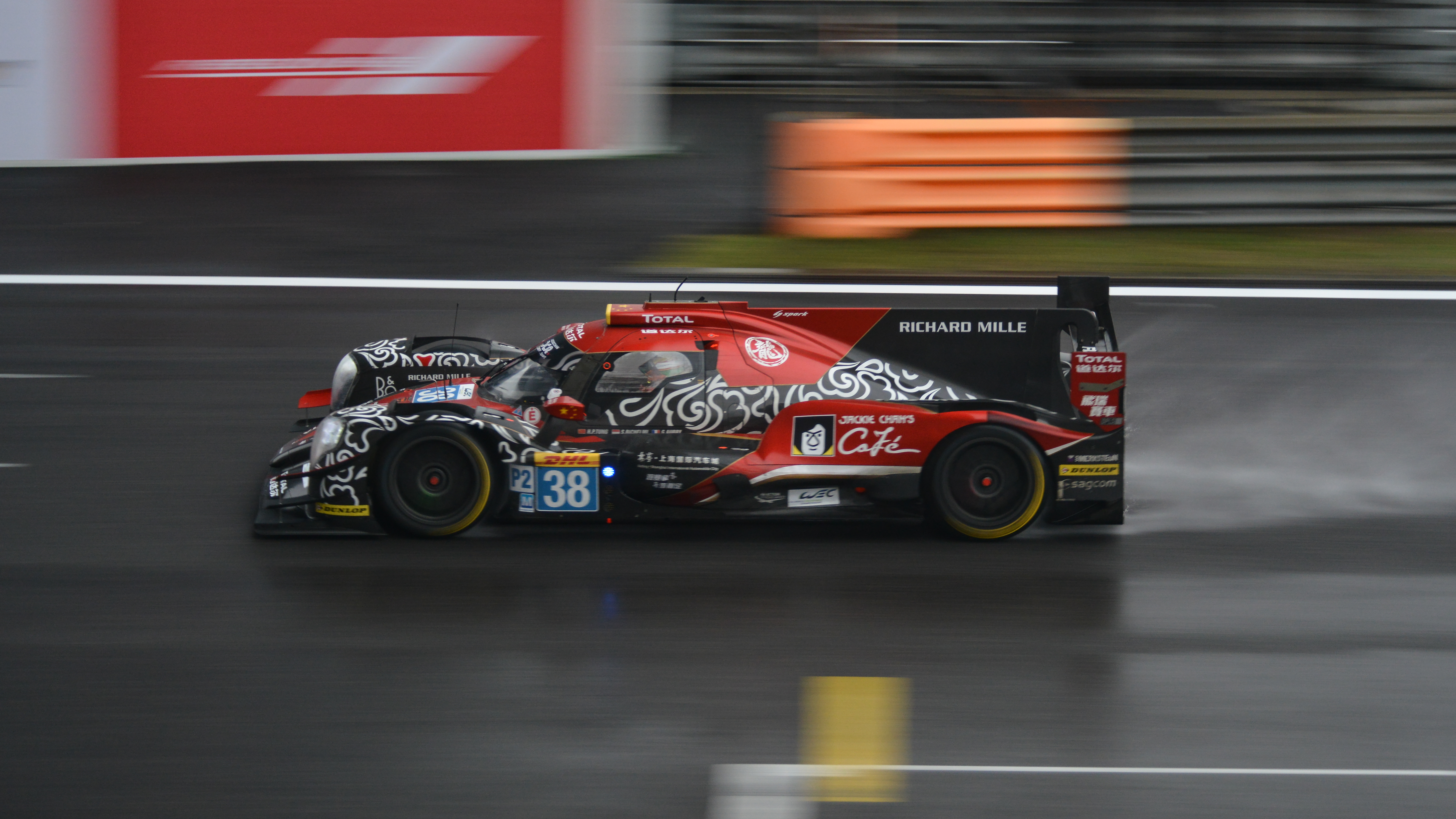
2018年上海6小时耐力赛上的成龙DC车队38号赛车

## 历史

### 初创时期（2015）
2015年，两届亚洲勒芒系列赛冠军程飞在中国武汉创立DC车队，并从自己曾效力的OAK车队招募到雷米·布劳德(Remy Brouard)担任新车队的领队。同时，DC车队也与 Eurasia Motorsport 建立合作伙伴关系，共同运营一台利吉尔JS P3赛车参加亚洲勒芒系列赛LMP3组别，该赛车由程飞本人，其在OAK车队的前队友董荷斌以及法国车手托马斯·劳伦特共同驾驶。该赛季车队赢得亚洲勒芒系列赛车队冠军，同时获得2016年勒芒24小时耐力赛的参赛资格。

### 八喜DC车队时期（2015-2016）
2015年3月，程飞与香港演员成龙相遇，成龙向程飞表达了自己对史蒂夫·麦奎因电影《勒芒（电影）》及对赛车运动的兴趣。而在2015年程飞在勒芒24小时耐力赛取得组别第9的成绩后，成龙提出了与程飞共同运营一家车队的提议，并且得到了程飞的认可。
2016年，DC车队转由程飞与成龙合作运营，以阿尔派·八喜DC车队（Baxi DC Racing Alpine）名义征战世界耐力锦标赛LMP2组别，并与Signature车队合作，派出一台阿尔派A460赛车（Oreca 05赛车的套牌版本）参赛。八喜DC车队是第一支将总部设在中国大陆的世界耐力锦标赛车队，车手方面除了留用程飞及董荷斌外，还加入了两名法国车手纳尔逊·潘西亚蒂奇及保罗-卢普查廷。

### 成龙DC车队时期（2016-2020）
2016年10月，在2016-17赛季亚洲勒芒系列赛前，八喜DC车队更名为耀莱成龙DC车队，并披上成龙主演的电影《功夫瑜伽》的宣传涂装参赛。该年度的亚洲勒芒系列赛上，耀莱成龙DC车队同时参加LMP2及LMP3组别的比赛，其中LMP2组别车组由董荷斌，托马斯·劳伦特及美国车手古斯塔沃·梅内塞斯共同驾驶，LMP3组别赛车则由程飞，英国车手詹姆斯·温斯洛及中国车手蒲俊锦共同驾驶。
2017年世界耐力锦标赛上，耀莱成龙DC车队结束了与Signature车队的合作，改为与Jota车队合作，并派出两台Oreca 07赛车参与此年度赛事：37号赛车由程飞、亚历克斯·布伦德尔及特里斯坦·戈门迪共同驾驶，38号赛车由董荷斌、托马斯·劳伦特及奥利弗·贾维斯共同驾驶。
该年度的勒芒24小时耐力赛中，38号赛车抓住多台LMP1赛车接连出现问题的机会上升到全场第一位，成为勒芒24小时耐力赛历史上第一台领跑全场的LMP2组别赛车。虽然在比赛的最后一小时中，38号赛车被保时捷车队的2号赛车超越，但其还是取得了全场第2位及组别第一位的好成绩，这也是来自中国的车队第一次在勒芒24小时耐力赛上取得组别胜利。。37号赛车虽然以全场第4位完赛，但由于取得全场第3位成绩的睿柏林车队13号赛车在赛后车检环节被取消成绩，37号赛车递补获得全场第3，从而也登上了全场领奖台。车队创始人之一的成龙虽然不在比赛现场，但随后利用视频的形式向车队表示祝贺。整个赛季的比赛中，除了勒芒24小时的胜利外，38号车组还在银石6小时耐力赛及纽博格林6小时耐力赛上两次获胜，同时在日本富士6小时赛和巴林6小时赛上两次登上领奖台，最终以175分排名年度第二，而37号车组排名年度第7。
2018-2019年的WEC“超级赛季”中，耀莱成龙DC车队以两台常规赛车征战全赛季比赛，但阵容有所更改：37号车组在赛季的前5场比赛曾由纳比尔·杰弗瑞、贾泽曼·加法尔及陈韦龙组成全马来西亚车组出赛，并取得1场胜利和3个领奖台，其中在2018年富士6小时赛的组别胜利更是WEC史上第一次车组分站冠军成员全部来自亚洲的情况，也是马来西亚车手第一次在WEC拿到组别冠军。
但在赛季后半段，三名马来西亚车手被全部替换，37号车组改为丹麦车手戴维·海涅迈尔·汉松与两位英国车手乔丹·金以及威尔·史蒂文斯搭档，但在赛季的收官战2019年勒芒24小时耐力赛上，史蒂文斯的席位又被美国车手里奇·泰勒替代，这一车手阵容又在2019年赛百灵1000英里耐力赛上获得组别胜利，最终37号车组以138分排名年度第三位；而38号车组则由董荷斌、法国车手加布里埃尔·奥布瑞及摩纳哥车手斯蒂芬·里切尔米搭档，在2018年的斯帕6小时赛、银石6小时赛及上海6小时赛上夺得组别胜利，又在2018年富士6小时赛和2019年勒芒24小时赛两次登上组别领奖台，最终以166分排名年度第二位。两个常规车组合共取得5场比赛的胜利，并登上5次领奖台。
而在2018年的勒芒24小时赛上，除37号及38号两台常规征战全赛季赛车外，车队还派出了33号及34号两台只参加勒芒24小时比赛的赛车，其中33号赛车以组别第8完赛，34号赛车则遗憾退赛。
2019-2020赛季的WEC“超级赛季”中，由于Jota Sport基于商业运营原因，决定自行运营以固特异轮胎特别涂装参赛的38号赛车，成龙DC车队只派出37号一台赛车参加全年度比赛，该车组由董荷斌、加布里埃尔·奥布瑞及威尔·史蒂文斯搭档参赛，该年度车队只在收官战2020年巴林8小时赛中获得一场组别冠军，同时登上4次领奖台，最终以年度第3的总成绩完成该赛季。而在2020年勒芒24小时耐力赛的比赛中，37号车组一度在组别领先，却因在赛车因故障停在赛道时接受车队人员援助而被取消成绩。

## 车队成绩

### 亚洲勒芒系列赛
| 年份    | 组别 | 底盘         | 分站成绩 | 分站成绩 | 分站成绩 | 分站成绩 | 积分 | 排名 |
| ------- | ---- | ------------ | -------- | -------- | -------- | -------- | ---- | ---- |
| 2015–16 | LMP3 | Ligier JS P3 | 日本     | 马来西亚 | 泰国     | 马来西亚 | 104  | 1    |
| 2015–16 | LMP3 | Ligier JS P3 | 1        | 1        | 1        | 1        | 104  | 1    |
| 2016–17 | LMP3 | Ligier JS P3 | 中国     | 日本     | 泰国     | 马来西亚 | 63   | 3    |
| 2016–17 | LMP3 | Ligier JS P3 | 1        | 3        | 6        | 3        | 63   | 3    |

### 世界耐力锦标赛
| 年份    | 队伍                | 组别 | 底盘       | 车号 | 分站成绩 | 分站成绩 | 分站成绩 | 分站成绩 | 分站成绩 | 分站成绩 | 分站成绩 | 分站成绩 | 分站成绩 | 积分 | 排名 |
| ------- | ------------------- | ---- | ---------- | ---- | -------- | -------- | -------- | -------- | -------- | -------- | -------- | -------- | -------- | ---- | ---- |
| 2016    | 中国华信-八喜DC车队 | LMP2 | 阿尔派A460 | 35   | 英国     | 比利时   | 法國     | 德国     | 墨西哥   | 美国     | 日本     | 中国     | 巴林     | 42   | 9    |
| 2016    | 中国华信-八喜DC车队 | LMP2 | 阿尔派A460 | 35   | 6        | Ret      | Ret      | 7        | 5        | 8        | 9        | 8        | 6        | 42   | 9    |
| 2017    | 耀莱成龙DC车队      | LMP2 | Oreca 07   |      | 英国     | 比利时   | 法國     | 德国     | 墨西哥   | 美国     | 日本     | 中国     | 巴林     |      |      |
| 2017    | 耀莱成龙DC车队      | LMP2 | Oreca 07   | 37   | 8        | 10       | 2        | 5        | 6        | 5        | Ret      | 8        | 8        | 77   | 7    |
| 2017    | 耀莱成龙DC车队      | LMP2 | Oreca 07   | 38   | 1        | 3        | 1        | 1        | 9        | 4        | 3        | 4        | 2        | 175  | 亚军 |
| 2018-19 | 耀莱成龙DC车队      | LMP2 | Oreca 07   |      | 比利时   | 法國     | 英国     | 日本     | 中国     | 美国     | 比利时   | 法國     |          |      |      |
| 2018-19 | 耀莱成龙DC车队      | LMP2 | Oreca 07   | 37   | 3        | 2        | 2        | 1        | 4        | 1        | 6        | Ret      |          | 138  | 季军 |
| 2018-19 | 耀莱成龙DC车队      | LMP2 | Oreca 07   | 38   | 1        | 4        | 1        | 2        | 1        | 6        | 3        | 2        |          | 166  | 亚军 |
| 2019-20 | 耀莱成龙DC车队      | LMP2 | Oreca 07   |      | 英国     | 日本     | 中国     | 巴林     | 美国     | 比利时   | 法國     | 巴林     |          |      |      |
| 2019-20 | 耀莱成龙DC车队      | LMP2 | Oreca 07   | 37   | 4        | 2        | 2        | 3        | 2        | 6        | DSQ      | 1        |          | 136  | 季军 |